# J. Ernest Wilkins Jr.
J. Ernest Wilkins Jr. (27. listopadu 1923 – 11. května 2011) byl americký fyzik, inženýr a matematik. Jako dětský génius byl ve třinácti letech přijat na Chicagskou univerzitu. Stal se tak tamním historicky nejmladším studentem. Díky svému nadání mu média začala přezdívat „černý génius“.
Wilkins a Eugene Paul Wigner společně vypracovali Wignerův-Wilkinsonův přístup k odhadu rozložení energie neutronů v jaderných reaktorech, který se stal základem pro jejich stavbu. V roce 1974 se stal prezidentem Americké jaderné společnosti.
Během své dlouhé kariéry přispěl k rozvoji čisté a aplikované matematiky, strojírenství, jaderné energetiky a optiky. Wilkins byl jedním z afroamerických vědců a techniků podílejících se na projektu Manhattan. Na akademické půdě i v praxi přispíval bádání v oblasti jaderné fyziky. Současně pomáhal zvýšení počtu minoritních studentů na univerzitách. Během svého života opakovaně čelil rasismu.

## Život
V sedmnácti letech získal bakalářský titul z matematiky na Chicagské univerzitě. O rok později získal magisterský titul a v následujícím roce doktorát (Ph.D.). V roce 1942, v devatenácti letech, měl dostudováno, ale kvůli své barvě kůže nemohl najít adekvátní výzkumnou pozici. V letech 1943 a 1944 nakonec přednášel na černošské univerzitě v Tuskegee v Alabamě. V roce 1944 se vrátil na Chicagskou univerzitu, kde nastoupil jako asistent na výzkumu v oboru matematické fyziky. Brzy poté se stal členem laboratoře metalurgie, ve které se podílel na projektu Manhattan. Laboratoř vedli Arthur Holly Compton a Enrico Fermi. Wilkins zde zkoumal těžbu štěpných jaderných materiálů, ale o skutečném cíli výzkumné skupiny mu bylo řečeno až po svržení atomové bomby na Hirošimu. Wilkins byl spoluobjevitelem nebo objevitelem řady jevů ve fyzice, jako je Wilkinsův efekt a Wignerova-Wilkinsova spektra.
Když měl být výzkumný tým převelen do Národní laboratoře Oak Ridge v Tennessee, Wilkins měl být kvůli jižanským segregačním zákonům z týmu vyloučen. Když se o tom dozvěděl Edward Teller napsal pro Wilkinse v září 1944 doporučující dopis adresovaný Haroldu Ureyovi, aby mu našel jinou pozici. Wilkins poté pokračoval ve výuce matematiky a prováděl významný výzkum v absorpci neutronů s fyzikem Eugenem Wignerem, včetně vývoje vlastních matematických modelů. Později také pomohl navrhnout a vyvinout jaderné reaktory pro výrobu elektrické energie a stal se částečným vlastníkem jedné takové společnosti.
V roce 1957 získal další bakalářský titul a v roce 1960 magisterský titul, tentokrát ve strojírenství na Newyorské univerzitě. Díky tomu mohl získat oprávnění k podílení se na stavbě jaderných reaktorů.
Roku 1970 začal vyučovat na černošské Howard University ve Washingtonu, D.C., kde se také účastnil výzkumu v oblasti aplikované matematiky. V letech 1976 až 1977 pracoval v Argonne National Laboratory. V roce 1974 se stal prezidentem Americké jaderné společnosti. Funkci vykonával jeden rok. V roce 1976 byl teprve jako druhý Afroameričan historie uveden do National Academy of Engineering.
Od roku 1990 přednášel na atlantské Clark Atlanta University. Zde vyučoval aplikovanou matematiku a matematickou fyziku. Do důchodu odešel v roce 2003. Během své kariéry vydal přes sto vědeckých studií o různých tématech, například v oblastech diferenciální geometrie, lineárních diferenciálních rovnic, integrálů, jaderné fyziky, záření gama nebo optiky.

## Rodina
Wilkins byl třikrát ženatý. Poprvé se oženil s Glorií Louisou Steward (v roce 1947). Po její smrti v roce 1980 se znovu oženil v roce 1984 s Maxine G. Malone. V roce 2003 si poté vzal Veru Wood Anderson. Z prvního manželství měl dvě děti.
Jeho otec J. Ernest Wilkins Sr. působil jako náměstek ministra práce za prezidentství Dwighta D. Eisenhowera.